# غاوزو
غاوزو هي مدينة تقع جنوب غرب مقاطعة غوانغدونغ في الصين، يبلغ عدد سكانها 1288665 نسمة وذلك حسب إحصائيات سنة 2010 census، وتبلغ مساحتها 3270.8 كم².

## المناخ
يظهر الجدول التالي التغييرات المناخية على مدار السنة لغاوزو:
| البيانات المناخية لـغاوزو                        | البيانات المناخية لـغاوزو | البيانات المناخية لـغاوزو | البيانات المناخية لـغاوزو | البيانات المناخية لـغاوزو | البيانات المناخية لـغاوزو | البيانات المناخية لـغاوزو | البيانات المناخية لـغاوزو | البيانات المناخية لـغاوزو | البيانات المناخية لـغاوزو | البيانات المناخية لـغاوزو | البيانات المناخية لـغاوزو | البيانات المناخية لـغاوزو | البيانات المناخية لـغاوزو |
| الشهر                                            | يناير                     | فبراير                    | مارس                      | أبريل                     | مايو                      | يونيو                     | يوليو                     | أغسطس                     | سبتمبر                    | أكتوبر                    | نوفمبر                    | ديسمبر                    | المعدل السنوي             |
| ------------------------------------------------ | ------------------------- | ------------------------- | ------------------------- | ------------------------- | ------------------------- | ------------------------- | ------------------------- | ------------------------- | ------------------------- | ------------------------- | ------------------------- | ------------------------- | ------------------------- |
| الدرجة القصوى °م (°ف)                            | 28.9 (84.0)               | 31.8 (89.2)               | 33.3 (91.9)               | 34.4 (93.9)               | 36.1 (97.0)               | 37.0 (98.6)               | 38.7 (101.7)              | 37.8 (100.0)              | 37.1 (98.8)               | 35.0 (95.0)               | 33.5 (92.3)               | 29.8 (85.6)               | 38.7 (101.7)              |
| متوسط درجة الحرارة الكبرى °م (°ف)                | 20.9 (69.6)               | 21.3 (70.3)               | 24.0 (75.2)               | 27.4 (81.3)               | 30.5 (86.9)               | 31.9 (89.4)               | 32.7 (90.9)               | 32.8 (91.0)               | 32.0 (89.6)               | 30.2 (86.4)               | 26.8 (80.2)               | 23.0 (73.4)               | 27.8 (82.0)               |
| المتوسط اليومي °م (°ف)                           | 15.4 (59.7)               | 16.9 (62.4)               | 20.0 (68.0)               | 23.7 (74.7)               | 26.3 (79.3)               | 27.8 (82.0)               | 28.4 (83.1)               | 28.1 (82.6)               | 27.0 (80.6)               | 24.6 (76.3)               | 20.6 (69.1)               | 16.7 (62.1)               | 23.0 (73.3)               |
| متوسط درجة الحرارة الصغرى °م (°ف)                | 11.6 (52.9)               | 13.8 (56.8)               | 16.9 (62.4)               | 20.9 (69.6)               | 23.4 (74.1)               | 24.9 (76.8)               | 25.3 (77.5)               | 24.9 (76.8)               | 23.7 (74.7)               | 20.8 (69.4)               | 16.3 (61.3)               | 12.3 (54.1)               | 19.6 (67.2)               |
| أدنى درجة حرارة °م (°ف)                          | 1.8 (35.2)                | 3.2 (37.8)                | 4.4 (39.9)                | 10.2 (50.4)               | 15.2 (59.4)               | 18.9 (66.0)               | 21.6 (70.9)               | 22.0 (71.6)               | 15.8 (60.4)               | 10.9 (51.6)               | 4.3 (39.7)                | 0.6 (33.1)                | 0.6 (33.1)                |
| الهطول مم (إنش)                                  | 33.0 (1.30)               | 63.3 (2.49)               | 68.9 (2.71)               | 146.9 (5.78)              | 255.3 (10.05)             | 354.4 (13.95)             | 255.1 (10.04)             | 309.7 (12.19)             | 184.4 (7.26)              | 73.6 (2.90)               | 31.9 (1.26)               | 26.0 (1.02)               | 1٬802٫5 (70.95)           |
| متوسط الرطوبة النسبية (%)                        | 77                        | 81                        | 82                        | 84                        | 84                        | 85                        | 83                        | 84                        | 82                        | 77                        | 73                        | 73                        | 80                        |
| المصدر: China Meteorological Data Service Center |                           |                           |                           |                           |                           |                           |                           |                           |                           |                           |                           |                           |                           |